# Peau de cochon
Pour plus de détails, voir Fiche technique et Distribution.
Peau de cochon est un documentaire français réalisé par Philippe Katerine en 2003.

## Synopsis
Film à l'esprit difficile à décrire, voici un extrait de la critique cinéma parue dans 
Le Monde : « Constat de la trivialité du monde, de la finitude humaine et de la dimension aléatoire de l'existence, 
Peau de cochon prend le parti de s'en accommoder, en privilégiant l'infini pouvoir d'enchantement et de poésie de l'imagination, capable de transformer le hasard en fiction et le déterminisme en libre choix. »

## Distribution
- Philippe Katerine
- Helena Noguerra
- Thierry Jousse
- Dominique A

## Réception
Bien que ce film ait eu peu d'audience au cinéma, il est considéré par certaines des personnes l'ayant vu comme un film culte.